# 煎餅 (日本)

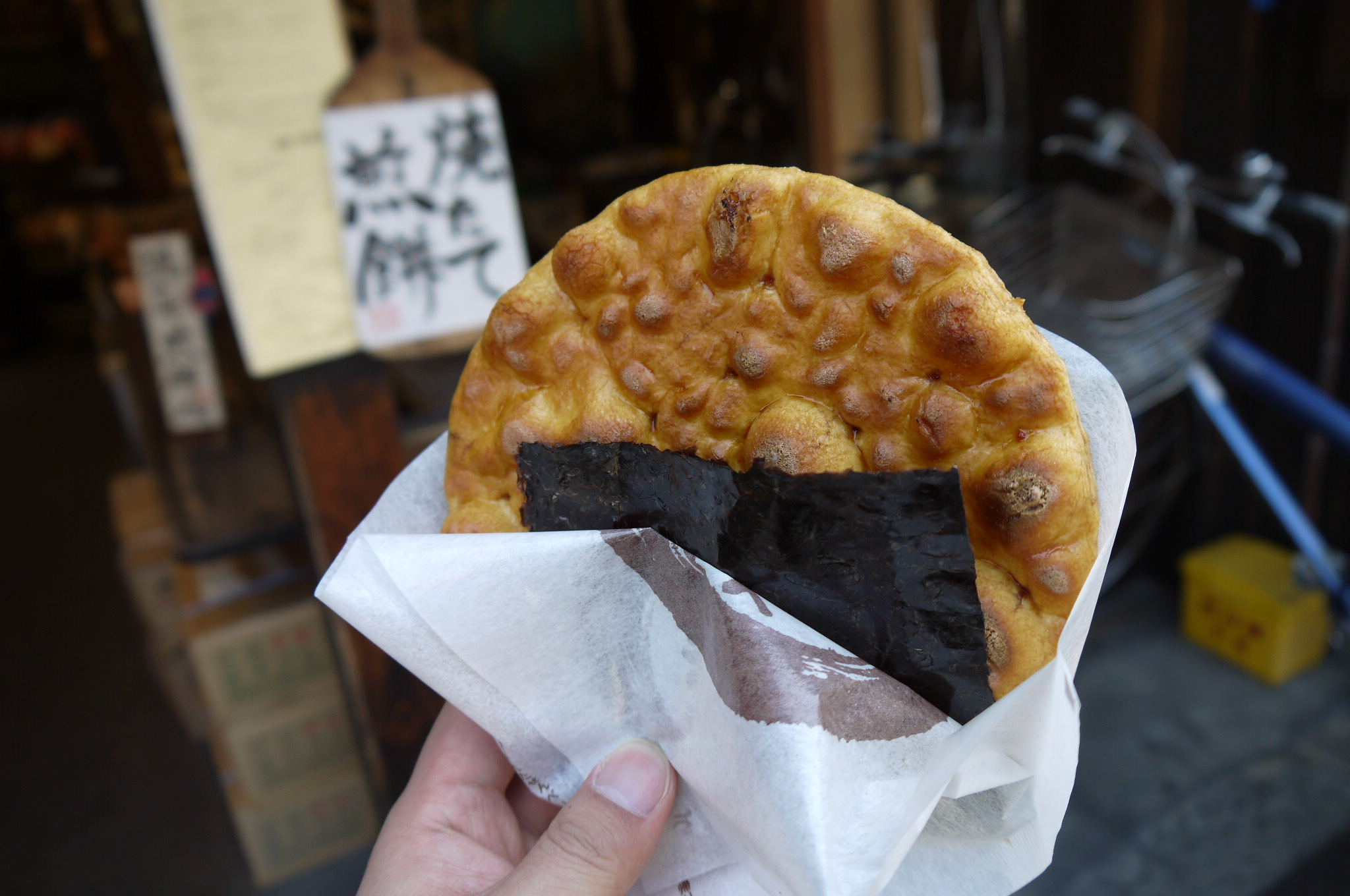
有海苔的煎餅

煎餅（日语：／ Senbei），在台灣亦寫作仙貝，是一種用粳米製成的，有不同的外形及大小，味道多半是鮮味，但也有些是甜味。在日本煎餅一般會配合綠茶一起使用，是家常的零食，常用來招待客人，口感硬脆，概分為「烤煎餅」（草加型、新潟型）和「揚煎餅」。

## 說明
煎餅一般是是由烘烤的方式製作，古老的作法是用碳烤。烤好後會再刷上由醬油和味醂製作的醬汁，有時還會加上海苔。
日本從唐朝引進甜煎餅，最早的記錄是西元737年，後來的甜仙貝還很接近唐朝甜煎餅的風味，關西地區還常有甜煎餅。其原料包括馬鈴薯、小麦面粉或糯米，很類似卡斯提拉蛋糕，但和現在的煎餅有很大的差異。
醬油味的煎餅是在江戶時代流行的，当时的草加宿（位于现在的埼玉县草加市）开始流行酱油味的煎饼。
現代的煎餅有很多不同的口味，包括泡菜、山葵、咖哩及巧克力等。
薄片的日本薄燒在澳洲及其他國家也相當的流行。

## 日本歷史上的煎餅
日本在二次大戰時，也曾在煎餅上加蓋皇室圖案，作為日本天皇表彰和感谢的记号。

## 黑豆米果
黑豆米果是一種小餅乾，結合黑豆，橄欖油，香料等，製成類似仙貝狀，為新潟縣的特產品之一。普遍有三幸株式會社，岩塚株式會社兩家競爭。